# Ivan Penić (ministar)
Ivan Penić (Krašić, 12. studenog 1954.) hrvatski je političar, ekonomist, ministar unutarnjih poslova, ministar privatizacije i upravljanja državnom imovinom i predsjednik Hrvatskog fonda za privatizaciju u razdoblju od 1993. – 1995.

## Djetinjstvo
Penić je osnovnu školu pohađao u Krašiću a gimnaziju je završio u Karlovcu. Diplomirao je na Ekonomskom fakultetu u Zagrebu.

## Politička karijera
1990. godine pristupa HDZ-u, a tri godine kasnije postaje predsjednik Hrvatskog fonda za privatizaciju. 1995. godine postaje ministar privatizacije i upravljanja državnom imovinom. Nakon prosvjeda za Radio 101 u studenom 1996. godine i smjene tadašnjeg ministra Ivana Jarnjaka koji nije htio narediti intervenciju organa represije protiv prosvjednika njegovu poziciju u ministarstvu preuzima Penić. 1998. godine, više tisuća policajaca uz Penićev blagoslov razbija veliki sindikalni prosvjed što je rezultiralo uništenim izlozima u Zagrebu i ozlijeđenim prosvjednicima. Na poziciji ministra ostao je sve do smjene vlasti nakon parlamentarnih izbora u siječnju 2000. godine. 